# يان ماكليود
يان ماكليود (بالإنجليزية: Ian MacLeod)‏ (19 نوفمبر 1959 بغلاسكو في المملكة المتحدة - 6 مايو 2013) هو لاعب كرة قدم بريطاني في مركزي الظهير والوسط. لعب مع ريث روفرز ونادي فالكيرك ونادي ماذرويل وLarkhall Thistle F.C. ‏ ونادي ليفينغستون لكرة القدم.

## وصلات خارجية
- يان ماكليود على موقع قاعدة بيانات كرة القدم.إي يو (الإنجليزية)